# Lusoangolesos
Els lusoangolesos (luso-angolano) són les persones d'ascendència portuguesa nascuts o que viuen permanentment a Angola, i que forma una fracció dels lusoafricans.

## Història
En 1482 caravel·les portugueses comandades per Diogo Cão arribaren al regne del Congo. Li seguiren d'altres expedicions i s'establiren relacions estretes entre ambdós estats. Els portuguesos van portar-hi armes de foc i molts alters avenços tecnològics, així com una nova religió, el cristianisme; per la seva banda, el rei del Congo els va oferir esclaus, ivori i minerals.
La colònia portuguesa d'Angola va ser fundada el 1575 amb l'arribada de Paulo Dies de Novais amb un centenar de famílies de colons i quatre-cents soldats. A Luanda se li va concedir el títol de ciutat en 1605. Alguns colons portuguesos van casar-se amb nadius africans, del que en resultà una raça mestissa (mulato, més tard anomenada generalment mestiços). Angola va ser declarada formalment província portuguesa al segle xix, però només a començaments del segle XC el govern continental va permetre l'emigració blanca a gran escala i l'assentament a Angola i les seves altres províncies.
En 1960 Angola tenia 172.000 colons portuguesos, que contribuïren de manera significativa en la seva economia. La majoria d'ells procedia dels mitjans rurals portuguesos i marxaren a Angola a comerciar com a manera de promoure socialment.
Quan va començà la Guerra de la Independència d'Angola en 1961, desencadenant un desenvolupament colonial tardà a Angola, hi va haver una afluència de personal militar portuguès, així com de funcionaris públics i altres persones. Com a resultat, el nombre de portuguesos que viuen a Angola va pujar a prop de 350.000. Aquest número podria haver estat més elevat, hi tenia una participació significativa dels colons que marxaven d'altres països, especialment Namíbia, Brasil, Sud-àfrica i Estats Units. Encara que la majoria dels blancs que llavors vivien a Angola es van posar del costat dels esforços portuguesos per reprimir la revolta anti-colonial, una minoria simpatitzava amb els moviments nacionalistes, i alguns fins i tot es va unir a ells en la seva lluita. Entre ells estava l'escriptor angolès Pepetela. Quan el règim de Salazar fou derrocat a Portugal per un cop militar en 1974 i el nou govern va garantir la independència de les colònies els blancs començaren a abandonar Angola, fet que s'accentuà quan es proclamà la independència en 1975. Molts d'ells retornaren a Portugal, on foren coneguts com a retornats i no sempre eren benvinguts, mentre que altres marxaren als països veïns (Àfrica del Sud-oest, Sud-àfrica), Brasil, o Estats Units. S'estima que uns 250.000 abandonaren el país en 1975 i que el 1976 només entre 30.000 i 40.000 quedaven a Angola.
A molts dels civils portuguesos que marxaren només se'ls va permetre dur una maleta, mentre que altres van poder traslladar el parament de la llar i fins i tot cotxes per vaixell. La majoria ho deixà tot enrere. Van abordar els avions de l'aeroport Craveiro Lopes de Luanda, però no hi havia prou vols per cobrir la demanda. Els que es quedaren a Angola el nou govern els va concedir un període d'uns mesos per escollir entre la ciutadania angolesa o marxar del país. Una minoria significativa d'ells optaren per la nacionalitat angolesa, i alguns d'ells van participar activament en la Guerra Civil angolesa, generalment fent costat al MPLA.
Després que en 1991 Angola va abandonar el règim socialista adoptat després de la independència en 1975 molts lusoangolesos van tornar a Angola. A causa de l'auge econòmic d'Angola, que es va iniciar en la dècada de 1990, un nombre creixent de portuguesos sense afecció anterior a Angola hi han emigrat per raons econòmiques, a causa del recent auge econòmic. Des de 2008 Angola és la destinació preferida pels emigrants portuguesos a Àfrica. El nombre de nacionals portuguesos s'hi estimava en 120.000 en 2011, augmentant a 200.000 en 2013.

## Història demogràfica
| Any  | Població | Variació anual (%) |
| 1845 | 1.832    | -                  |
| 1900 | 9.198    | +2.98%             |
| 1920 | 20.200   | +4.01%             |
| 1940 | 44.083   | +3.98%             |
| 1950 | 78.826   | +5.98%             |
| 1960 | 172.529  | +8.15%             |
| 1961 | 162.387  | −5.88%             |
| 1970 | 290.000  | +6.66%             |
| 1974 | 335.000  | +3.67%             |
| 1976 | 40.000   | -65.45%            |

## Llengua i religió
La seva llengua materna és el portuguès, qui avui és la llengua oficial i llengua franca d'Angola. Les seves comunitats existents a Luanda, Benguela i Moçamedes (avui Namibe) van parlar fins a principis del segle XX portuguès europeu (a Benguela: Inicialment brasiler) barrejat amb nombrosos elements de les llengües africanes, especialment kimbundu i umbundu. En el curs del segle xx, a causa de les onades de nous colons que arribaven des de Portugal, el seu llenguatge ha esdevingut pràcticament idèntic al portuguès europeu. Alguns portuguesos tienen més o menys habilitats per parlar alguna de les llengües bantus, principalment kimbundu, umbundu, i kikongo, però el seu número ha disminuït dramàticament després de la independència, i gairebé ningú utilitza ara una llengua africana com a segona llengua. Molts lusoangolesos instruïts van aprendre francès i, amb menor intensitat anglès durant el període colonial; des de la independència, els blancs, així com negres educats generalment aprenen anglès, mentre que el francès ha passat a segon pla. La gran majoria de lusoangolesos són cristians, majoritàriament catòlics, encara que molts d'ells no practiquen la seva religió. Un nombre molt petit d'ells són jueus, avantpassats de fugitius de la Inquisició.

## Gent destacada
- Pepetela, escriptor
- Paulo Figueiredo, futbolista
- Ricardo Teixeira, conductor
- José Eduardo Agualusa, escriptor
- Luandino Vieira, escriptor

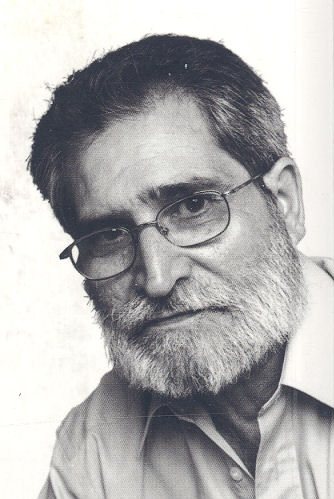
Pepetela

- Ana Paula Ribeiro Tavares escriptor i historiador
- Xesko, artista